# Jugend gründet

Offizielles Logo

Jugend gründet ist ein Businessplan- und Planspiel-Wettbewerb für Schüler und Auszubildende in Deutschland. Auf Initiative des Bundesministeriums für Bildung und Forschung wurde der Wettbewerb 2003 ins Leben gerufen. Seit dieser Zeit entwickeln jedes Jahr mehrere tausend Schüler und Auszubildende in ganz Deutschland und an Deutschen Auslandsschulen weltweit innovative Geschäftsideen, entwickeln Businesspläne und führen ihre virtuellen Unternehmen über acht Geschäftsperioden zum wirtschaftlichen Erfolg.
Im Verlauf des Wettbewerbsjahres können die Teilnehmer vertiefte Einblicke in wirtschaftliche Zusammenhänge erlangen und die Bedeutung von Eigeninitiative und Unternehmergeist für das eigene Arbeiten kennenlernen. Rund um den Wettbewerb hat sich eine wachsende Bildungsplattform zum Thema Entrepreneurship Education gebildet, die tiefergreifendes Wissen rund um Gründung, BWL, Kreativität, Innovation und weitere Themen altersgerecht aufbereitet.

## Trägerschaft
Die Initiative zur Entwicklung des Bundeswettbewerbs lag beim Bundesministerium für Bildung und Forschung, das auch heute noch den Wettbewerb fördert.
Vom ersten Tag an konzeptionell, inhaltlich und organisatorisch hinter „Jugend gründet“ steht das Steinbeis Innovationszentrum Unternehmensentwicklung an der Hochschule Pforzheim (SIZ).
Im Laufe der Jahre wurde das Angebot von „Jugend gründet“ kontinuierlich erweitert. Zu den Angeboten gehören heute neben Informationsveranstaltungen für Lehrkräfte und Ausbilder, Unterrichtsmaterialien, Online-Lernangeboten, einer Telefonhotline auch eine systematische Betreuung der Alumni, z. B. im Rahmen eines Mentoring-Programms.

## Der Wettbewerb

### Teilnahmebedingungen
Die Teilnahme am Wettbewerb steht grundsätzlich allen interessierten Mitspielerinnen und Mitspielern offen. Die Teilnahme kann als Einzelspieler oder in Teams mit bis zu sechs Teilnehmern erfolgen. Gewinnberechtigt sind Schüler und Auszubildende, die noch kein Studium begonnen und die erste Berufsausbildung noch nicht abgeschlossen haben. Eine mehrfache Teilnahme an „Jugend gründet“ in verschiedenen Wettbewerbsjahren ist möglich.
Bei „Jugend gründet“ sind innovative Ideen gesucht. Bei den abgegebenen Businessplänen muss die Originalität erkennbar sein; Geschäftsideen aus den vergangenen Wettbewerbsjahren dürfen nicht wiederverwertet und kopiert werden. Bei Weiterentwicklungen bzw. Abänderungen von Geschäftsideen, die bei Jugend gründet bereits eingereicht wurden, muss die neue Idee, der neue Nutzen bzw. die Originalität hervorgehen. Die Spielleitung als oberste Leitungs- und Entscheidungsinstanz behält sich das Recht vor, bei Verdacht der Wiederverwendung und Plagiaten den Businessplan von der Bewertung und das Team vom Wettbewerb auszuschließen.

### Ablauf und Struktur
Der Wettbewerb „Jugend gründet“ setzt sich aus zwei Phasen zusammen, die sich am Ablauf eines Schuljahres orientieren. Die Zeiteinteilung innerhalb der zwei Phasen kann individuell gestaltet werden.
In der ersten Phase, die nach Ende der Sommerferien beginnt, entwickeln die Teilnehmer eine innovative Idee als Grundlage für ein Geschäftsmodell. Aus den  Geschäftsideen erstellen die Teilnehmer mithilfe einer Eingabemaske („Businessplanassistent“) ihre individuellen Businesspläne. Jeder Businessplan wird von einer Fachjury bewertet und jeder Teilnehmer erhält im Anschluss konstruktive Rückmeldung. In der zweiten Phase, dem zweiten Schulhalbjahr, führen die Teilnehmer ihr virtuelles Unternehmen in einem Online-Planspiel über acht Perioden durch die Höhen und Tiefen der simulierten Konjunktur zum wirtschaftlichen Erfolg.
Die Teilnehmer mit den besten Businessplänen werden zu Beginn des zweiten Schulhalbjahres zu regionalen Zwischenfinals eingeladen. Bei den drei Zwischenfinals (Süd, Mitte, Nord) werden die besten Geschäftsideen der „Jugend gründet“-Jury präsentiert und prämiert. Im Anschluss an die Planspielphase werden die gesamtbesten Teams aus beiden Wettbewerbsphasen zum Bundesfinale eingeladen, wo die Gewinner ermittelt werden.

### Preise und Belohnungen
Den Bundessieger erwartet ein erster Preis eine Reise ins Silicon Valley/USA, u. a. mit Besuche bei Startups und bekannten, etablierten Unternehmen. Neben Preisen für die Zweit- und Drittplatzierten gibt es auch Sonderpreise für Geschäftsideen auf speziellen Gebieten.

## Städte- und Regional-Cups
An einigen Orten werden in Zusammenarbeit mit regionalen Partnern, wie etwa Industrie- und Handelskammern, Volksbanken, Sparkassen und Schulen Städte- oder Regional-Cups organisiert.

## Netzwerk und Auszeichnungen
„Jugend gründet“ kooperiert mit staatlichen und privaten Institutionen, Verbänden und Initiativen, die sich der Entrepreneurship Education verbunden fühlen. Den Unternehmergeist und die damit verbundenen unternehmerischen Eigenschaften, wie Kreativität, Initiative, Leidenschaft und Mut in der Bildungslandschaft etablieren zu wollen und dadurch einen wertvollen Beitrag für die Gesellschaft zu leisten, verbindet Jugend gründet mit seinen Kooperationspartnern.
- Arbeitsgemeinschaft bundesweiter Schülerwettbewerbe[2]
- Unternehmergeist macht Schule[3]
- Weltverband Deutscher Auslandsschulen (WDA)[4]
- Gründerwoche Deutschland[5]
- Land der Ideen 2008[6]
- Werkstatt N-Projekt 2015[7]

## Alumni-Arbeit
Als Bildungsplattform unterstützt „Jugend gründet“ seine Alumni nach Abschluss des Wettbewerbs mit Blick auf Entwicklung des Unternehmergeists, Berufsorientierung und persönliche Entwicklung weiterhin durch vielfältige Angebote, wie Alumnitreffen, Mentorenprogramme, Newsletter etc.